# Deflettore (automobili)

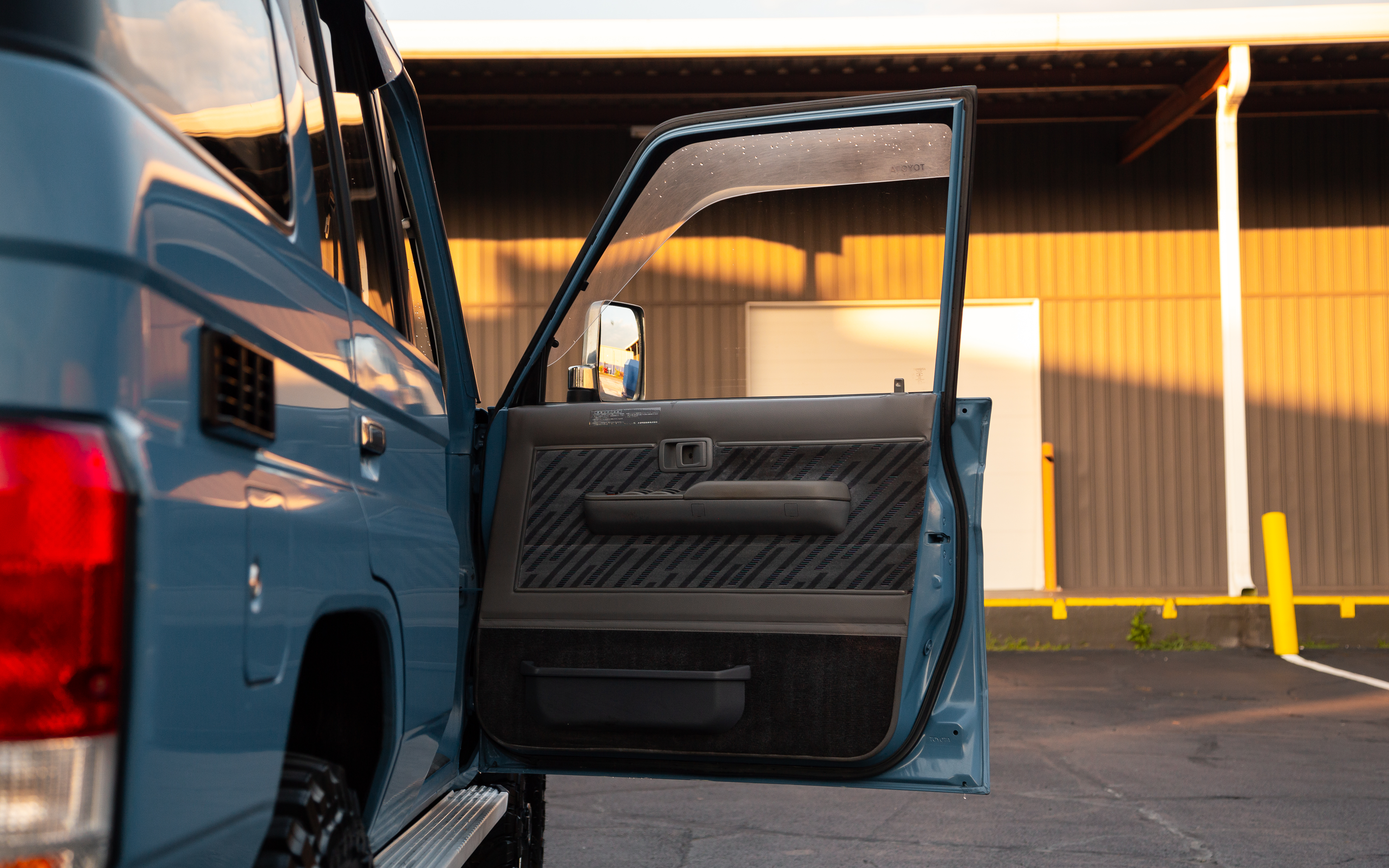
Il deflettore originale e marchiato della Toyota Land Cruiser KZJ78 che rimane esterno all'abitacolo

Il deflettore aria anti-turbolenze, chiamato anche antiturbo, deflettore aria o più semplicemente deflettore è una carenatura o elemento accessorio che viene utilizzato per ridurre le turbolenze generate dal veicolo, in modo da ottenere vantaggi specifici a seconda del tipo di applicazione.

Se applicato sulle aperture dell'abitacolo dei mezzi di trasporto cabinati, come le automobili o camion, permette di migliorare il comfort di guida e ridurre la rumorosità, mentre se applicato su uno sbalzo tra due elementi, la sua funzione permette di migliorare il coefficiente di resistenza aerodinamica e ridurre i consumi.

## Descrizione e funzione
I deflettori possono essere forniti come accessori ufficiali, generalmente marchiati, oppure come componenti di terze parti. Sono elementi plastici di varie forme e dimensioni, che possono essere installati in modo fisso, mobile o regolabile a seconda del tipo di applicazione.
Le aperture degli abitacoli, come nel caso di finestrini, tetti apribili ed alcuni sistemi di capote, quando vengono allestite con i deflettori aria presentano un miglioramento del comfort grazie alla riduzione del rumore anche di 11-12 decibel a finestrini aperti e di 5 decibel a finestrini chiusi, inoltre secondo prove sperimentali eseguiti su modellini in scala ridotta, i deflettori laterali come quelli applicati sulla cornice dei finestrini, permettono la riduzione il coefficiente di resistenza all'avanzamento del 4-6%.

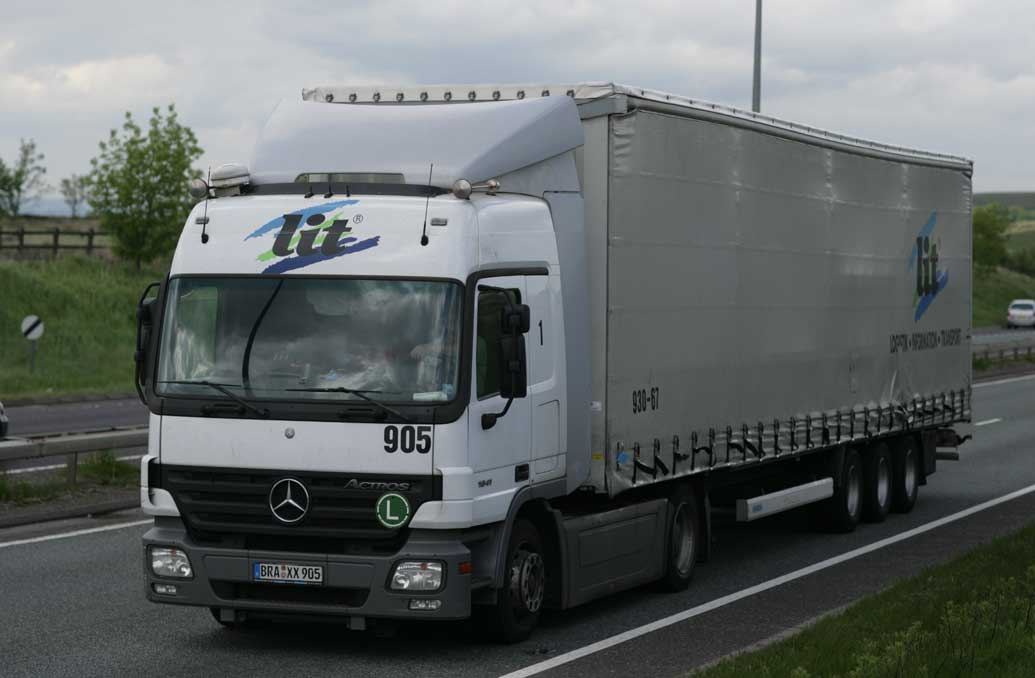
Il deflettore aria regolabile presente alla sommità della cabina di guida dell'autoarticolato e dei deflettori fissi ai lati della cabina

Nei veicoli con sbalzi, come in alcuni autoarticolati o nei camion con cassone alto, il deflettore aria può essere presente sulla sommità della cabina (eventualmente del tipo collassabile per adattarsi ai vari sbalzi, ma anche per la circolazione senza semirimorchio) o anche ai lati; permette di migliorare il fattore di forma e ridurre la resistenza all'avanzamento (impatto con l'aria), soprattutto ad alta velocità, consentendo di ridurre i consumi.

## Applicazioni

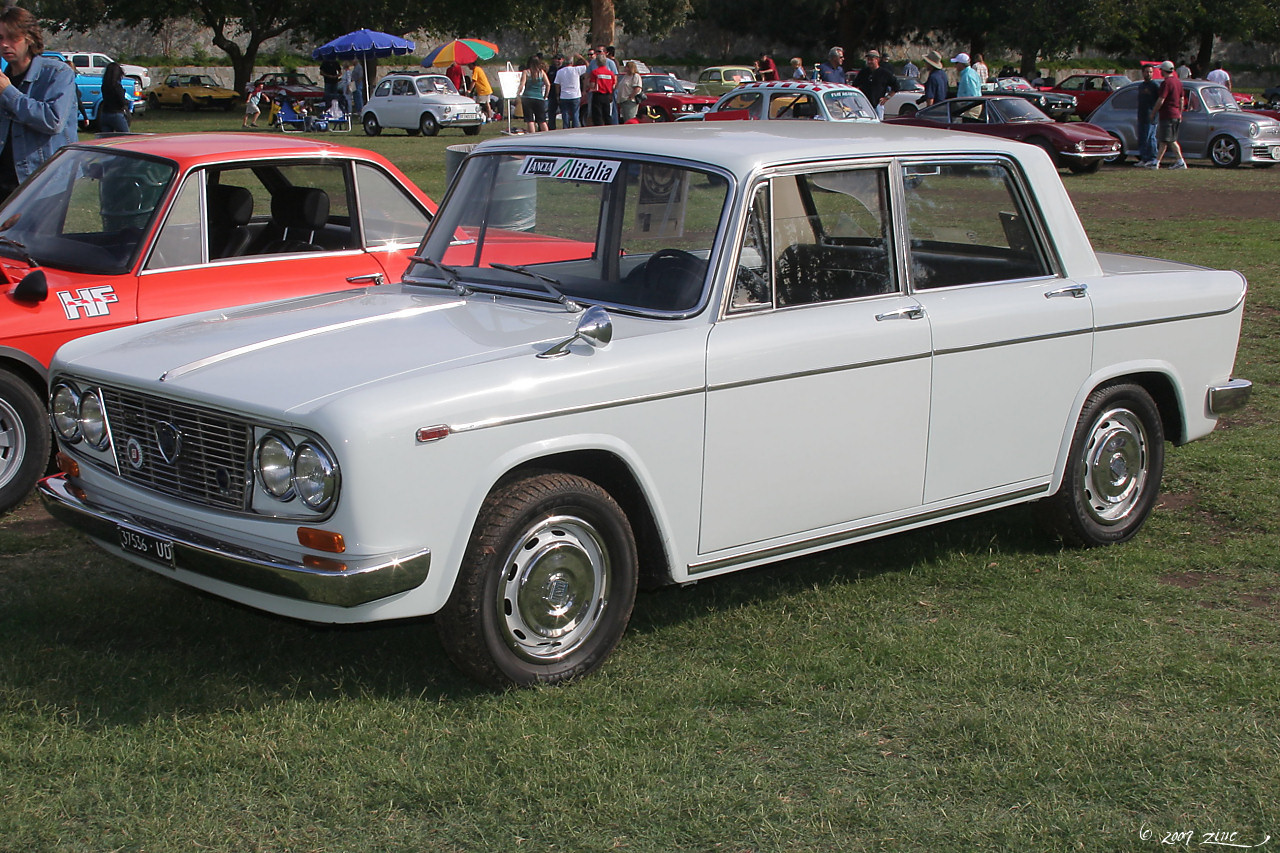
Il deflettore della Lancia Fulvia che rimane interno all'abitacolo

I deflettori dedicati ai finestrini permettono il ricambio d'aria senza che gli agenti atmosferici (pioggia, vento o sole) entrino all'interno del veicolo, oltre ad evitare l'appannamento dei vetri nelle giornate piovose o calde. Nella maggior parte dei casi sono appendici esterne all'abitacolo, ma esistono anche alcuni interni, come nella Lancia Fulvia degli anni '60. In quest'ultimo caso il deflettore non è posto nella parte anteriore e superiore del finestrino, ma nella parte posteriore e superiore. Alcuni di questi sistemi si estendono anche ad un secondo elemento posto ai finestrini posteriori, in questo caso principalmente per dare una protezione dalla pioggia.

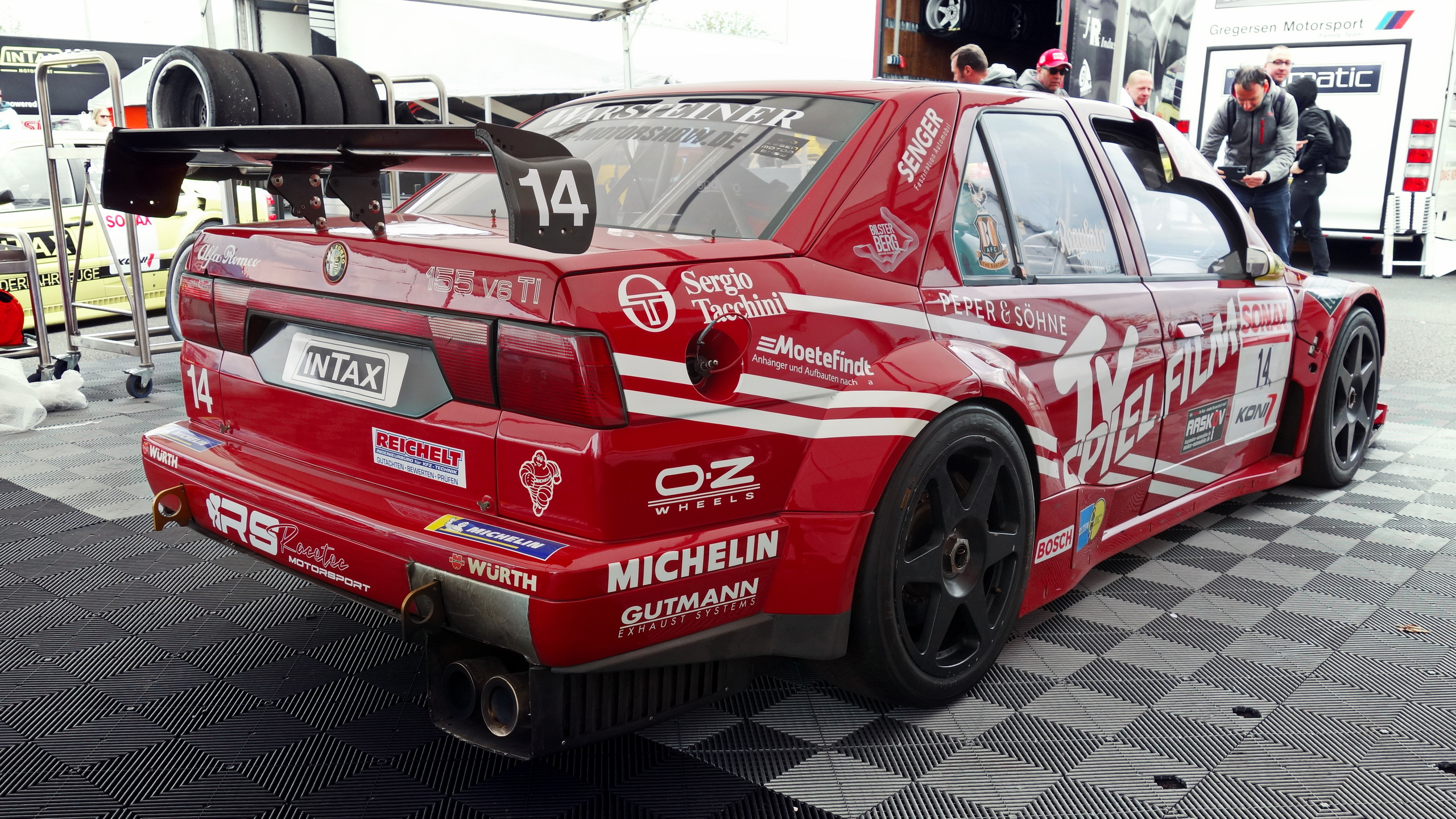
Il deflettore a puro scopo aerodinamico dell'Alfa Romeo 155 V6 TI

Il deflettore aria venne utilizzato anche in ambito competitivo, come nel caso dell'Alfa Romeo 155 V6 TI che introdusse la soluzione mascherandola da specchietto retrovisore accessorio, altri veicoli sportivi che hanno utilizzato il deflettore aria sono l'Alfa Romeo 75 "Turbo Evoluzione".
Questo elemento (deflettore aria) viene applicato anche su altri componenti che mettono in comunicazione l'abitacolo con l'esterno, come nel caso del tetto apribile, il quale può essere munito di un sistema automatico facendo si che il deflettore anti-turbolenze si alzi all'apertura del tettuccio, in quanto il cristallo non facendo più forza sul sistema di leva lascia agire le molle che fanno sollevare il deflettore.
Per quanto riguarda i veicoli con capote, generalmente si utilizza un frangivento, il quale è composto da un elemento verticale e reticolare (come tela a maglie larghe) posto dietro il poggiatesta del sedile guidatore e del passeggero anteriore, tale elemento può essere abbinato o composto ad un secondo elemento orizzontale che copre la parte posteriore dell'abitacolo, ma esistono anche soluzioni che si basano sui deviatori (può assumere forme e soluzioni varie), come nel caso della Ferrari Roma spider, dove il deflettore andando a chiudere parzialmente la parte posteriore dell'abitacolo (perdendo la possibilità di usare i sedili posteriori) evita l'insinuarsi dell'aria nella parte inferiore dello stesso.

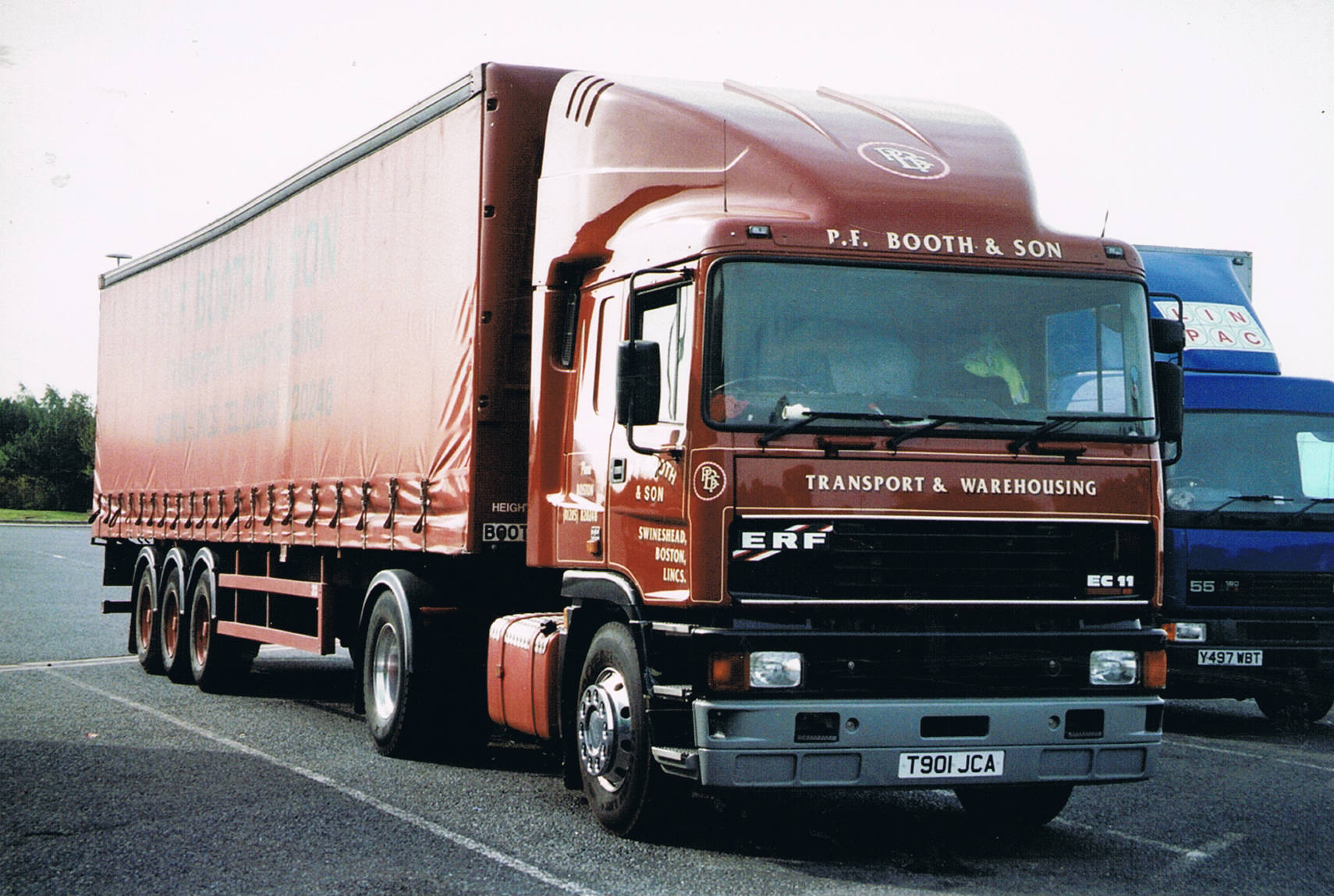
Il deflettore sulla parte superiore e ai lati della cabina di un autoarticolato

L'utilizzo dei deflettori aria è largamente utilizzato nei veicoli commerciali, in particolar modo sulle trattrici, soprattutto quando munite di semirimorchi, ma l'impiego è presente anche sugli autocarri muniti di vani di carico più alti rispetto alla cabina, infatti l'utilizzo del deflettore aria permette di ridurre le resistenze all'avanzamento, in particolar modo ad alta velocità, permettendo una riduzione dei costi di trasporto in quanto si riduce il consumo di carburante, il che permette anche una riduzione delle emissioni inquinanti.

Il loro utilizzo in alcuni casi viene esteso anche per la parte postere del rimorchio o vano di carico, permettendo un ulteriore miglioramento della prestazione aerodinamica.